# Agnia Kouznetsova
 (mars 2018).
Si vous disposez d'ouvrages ou d'articles de référence ou si vous connaissez des sites web de qualité traitant du thème abordé ici, merci de compléter l'article en donnant les références utiles à sa vérifiabilité et en les liant à la section « Notes et références ».
Pour les articles homonymes, voir Kouznetsova.
Agnia Kouznetsova (née le 15 juillet 1985) est une actrice russe.

## Filmographie

### Cinéma
| Année | Titre                                             | Rôle            |
| ----- | ------------------------------------------------- | --------------- |
| 2007  | Cargo 200                                         | Angelika        |
| 2008  | Ils mourront tous sauf moi                        | Jana            |
| 2009  | Hot Ice                                           | Assia Samsonova |
| 2010  | The Phobos                                        | Vika            |
| 2010  | La Tour                                           | Zanoza          |
| 2012  | Petit Guide pour une vie heureuse                 | Une fille       |
| 2014  | Oui et oui                                        | Sacha           |
| 2015  | Ici les aubes sont calmes... (А зори здесь тихие) | Sonia Gourvitch |